# Gefecht von Usdau
Das Gefecht von Usdau am 27. August 1914 war das entscheidende Gefecht in der Schlacht von Tannenberg im Ersten Weltkrieg. Mit dem Durchbruch bei Usdau konnte die erfolgreiche Einkreisung der 2. Russischen Armee eingeleitet werden.

## Vorgeschichte
Am 23. August 1914 hatte der Oberbefehl über das Armeeoberkommando (AOK) der 8. Armee gewechselt. Der Befehl, das 1. Armee-Korps in das südliche Ostpreußen zu verlegen, war noch vom alten AOK getroffen worden. Am 24. August wurde die 37. Division bei Tannenberg in eine günstigere Position zurückgelegt. Dies erweckte beim Gegner den Eindruck eines allgemeinen Rückzuges. Dies wurde dem AOK durch entzifferte Funksignale klar. Für den 26. August befahl das AOK den entscheidenden Angriff auf Usdau. Hierbei kam es zu Differenzen mit General Hermann von François, der diesem Befehl aufgrund fehlender Artillerie nicht nachkam. Lediglich eine der François unterstellten Einheiten, nämlich das Detachement Mühlmann (die aus der Weichselfestung Thorn ausgerückten Truppen), ging vor und nahm die Höhen von Seeben. Usdau lag noch ca. 8 km im Osten. Nach Auffassung der AOK aber drängte die Zeit. Eine Umfassung des linken Flügels der dort schwachen 8. Armee bei Mława hätte zum Auseinanderreißen des Armeeverbandes geführt.

## Gefecht
Am 26. August war das Oberkommando der 2. Russischen Armee in Neidenburg angelangt. In dem Glauben, nur schwache deutsche Kräfte vor sich zu haben, und in dem Bestreben, der 8. Armee den Rückzug über die Weichsel zu verlegen, befahl Alexander Wassiljewitsch Samsonow diese anzugreifen. Der Angriff sollte durch das XIII., XV. und halbe XXIII. Armee-Korps erfolgen. 
Gegen die linke Flanke der weichenden deutschen Truppen sollte das VI. Armee-Korps über Allenstein vorgehen. Das I. russische Armee-Korps sollte die eigene linke Flanke decken. Über das deutsche Vorgehen gegenüber dieser linken Flanke bei Usdau sowie über den erfolgreichen Stoß der 41. Division gegen seine 2. Infanterie-Division war er am Abend informiert. Dennoch hielt er am Angriffsentschluss für den 27. August fest. 
Das XIII. Armee-Korps marschierte am 27. August nach Allenstein und besetzte diese Stadt kampflos. An diesem Tag wiederholte das AOK der 8. Armee nun den Befehl zum Durchbruch für das 1. Armee-Korps in scharfer Form: „Der Angriff auf Usdau sollte am 27. 4 Uhr früh beginnen. Wir wollen hier dem schlachtentscheidenden Kampf beiwohnen, um auch das Zusammenwirken des I. und XX. A.K., das schon durch Befehl geregelt war, an Ort und Stelle zu überwachen.“
Nach dem Durchbruch bei Usdau sollte mit starken Kräften weiter auf Neidenburg gestoßen werden, um das XX. Armee-Korps zu entlasten. Diese sollten ihrerseits den Angriff von Norden unterstützen. Als das AOK am 27. August von Löbau aufbrach, um bei Gilgenburg südlich des Großen-Damerau-Sees den Durchbruch zu verfolgen, erreichte es schon um 5 Uhr früh die Nachricht des 1. Armee-Korps, dass Usdau genommen und der Durchbruch erfolgt sei. Leider stellte sich die Nachricht als falsch heraus: Man hatte das Gut Meischlitz (heute Myślęta) für Usdau gehalten. 
François hatte das 1. Armee-Korps gegen Usdau folgendermaßen gruppiert: Den linken Flügel bildete die 2. Division. Sie griff vom Südwesten an. Den rechten Flügel übernahm die 1. Division, die vom Westen, bzw. vom Nordwesten auf Usdau stieß. Das Generalleutnant von Schmettau unterstellte Detachement (das XX. Armee-Korps hatte hierfür sechs Bataillonen, zwei Schwadronen und zwei Batterien bestimmt) sollte von Bergling her Usdau angreifen. Aber der Angriff verzögerte sich wieder. Die Artillerie der 1. Division war erst am Abend des 26.8 bei Dunkelheit eingetroffen. 
Auch in der Bereitstellung des Detachements Schmettau gab es Schwierigkeiten. Als das AOK um ca. 7 Uhr morgens den Gefechtsstand einnahm, konnte es das ca. 7 km entfernte Dorf Usdau im Scherenfernrohr beobachten. Das Dorf lag unter starkem deutschem Artilleriefeuer; russische Artillerie antwortete lebhaft, deutsche Infanterie drängte die vorgeschobene russische Infanterie zurück. Der eigentliche Angriff auf das Dorf erfolgte erst um 11 Uhr. Die Artillerie hatte das Dort sturmreif geschossen, sodass die angreifende Infanterie nur geringen Widerstand vorfand. Die 1. Division wurde sofort zur Verfolgung auf Neidenburg angesetzt. 
Doch die anfängliche Falschmeldung von der Einnahme Usdaus hatte François dazu veranlasst, die 2. Division auf dem Südflügel ebenfalls vorrücken zu lassen. Sie trafen auf starken russischen Widerstand aus südöstlicher Richtung. Die Masse der Infanterie kam bei Heinrichsdorf zu stehen. Ein Bataillon flüchtet panikartig nach Montowo zurück. Auf diese Nachricht befahl François der 1. Division den Vorstoß auf Neidenburg zu beenden und nach Süden einzudrehen, um dem Gegner der 2. Division in die Flanke zu fallen. 
Die russischen Kräfte jedoch zogen sich bereits vor dem Angriff der 1. Division nach Soldau zurück. General Richard von Conta, der Führer der 1. Division, konnte an diesem Tag schon die Brücken von Soldau erreichen und mit Staunen die zurückflutenden russischen Kräfte beobachten. Die 2. Division schwenkte nachfolgend nach Norden und diese Gliederung (2. Division im Norden und 1. Division im Süden) sollte dadurch bis in die Schlacht an den Masurischen Seen ihre Fortsetzung finden. Die Soldaten der 1. Division waren allerdings durch die Anstrengungen der letzten Tage derart erschöpft, dass ein neuer Angriff nun auf Soldau nicht mehr zumutbar erschien. François befahl am Nachmittag die Einstellung der Verfolgung und rechnete am Folgetag mit der Wiederaufnahme des Kampfes.

## Folgen
Nach dem Durchbruch des 1. Armee-Korps und des Detachement Schmettau bei Usdau am 27. August 1914 fluteten die russischen Truppen zurück nach Mława, sodass am 28. August 1914 Soldau ohne größere Probleme durch die 1. Division eingenommen werden konnte. Die 2. Division stieß nach Neidenburg vor und vollendete die Einkreisung im Süden. Für das 1. Armee-Korps setzte am 29. August 1914 nahezu ein Ruhetag ein; die Schlacht bei Tannenberg war praktisch entschieden. Am 30. August traf plötzlich eine Fliegermeldung ein: Das I. russische Armeekorps marschiere von Mława nach Neidenburg, um der eingeschlossenen 2. Armee den Rückzug zu ermöglichen. Zwar setzte das Armeeoberkommando alle verfügbaren Truppen in Marsch. Diese wären allerdings erst am 31. August eingetroffen. Die Situation wurde von General Hermann von François gerettet. Das 1. Armee-Korps warf alle verfügbaren Kräfte bei Soldau dem anstürmenden 1. Russischen Armee-Korps entgegen, derweil die 2. Division bei Neidenburg die Einschließung nicht aufgab.

## Urteil des 1a der operativen Abteilung des AOK
„Trotzdem im Zentrum der Schlacht beim verstärkten XX. Armeekorps infolge verschiedentlicher Friktionen ein größerer Erfolg nicht zu buchen war, so ist doch der 27. der entscheidende Tag der Schlacht. Er brachte den siegreichen Durchbruch bei Usdau und gab dem Oberkommando die Gewissheit, infolge des Sieges bei Bössau und des sich an ihn knüpfenden Rückzuges des russischen VI. Armeekorps auf Ortelsburg, das I. Revervekorps und das XVII. Armeekorps zur Einkreisung der russischen Mitte heranziehen zu können.“

## Bilder

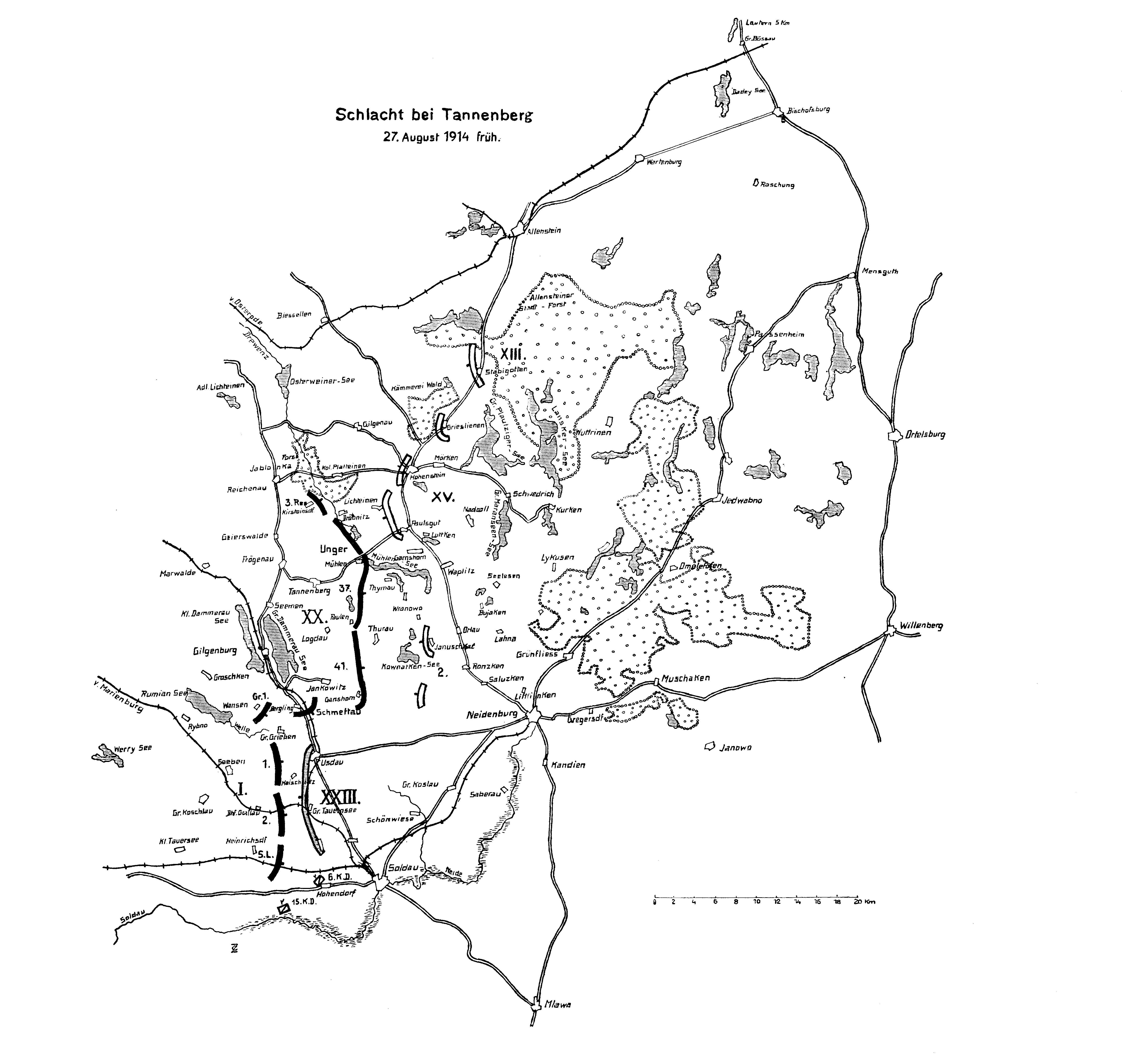
Übersicht der Lage am 27. August 1914
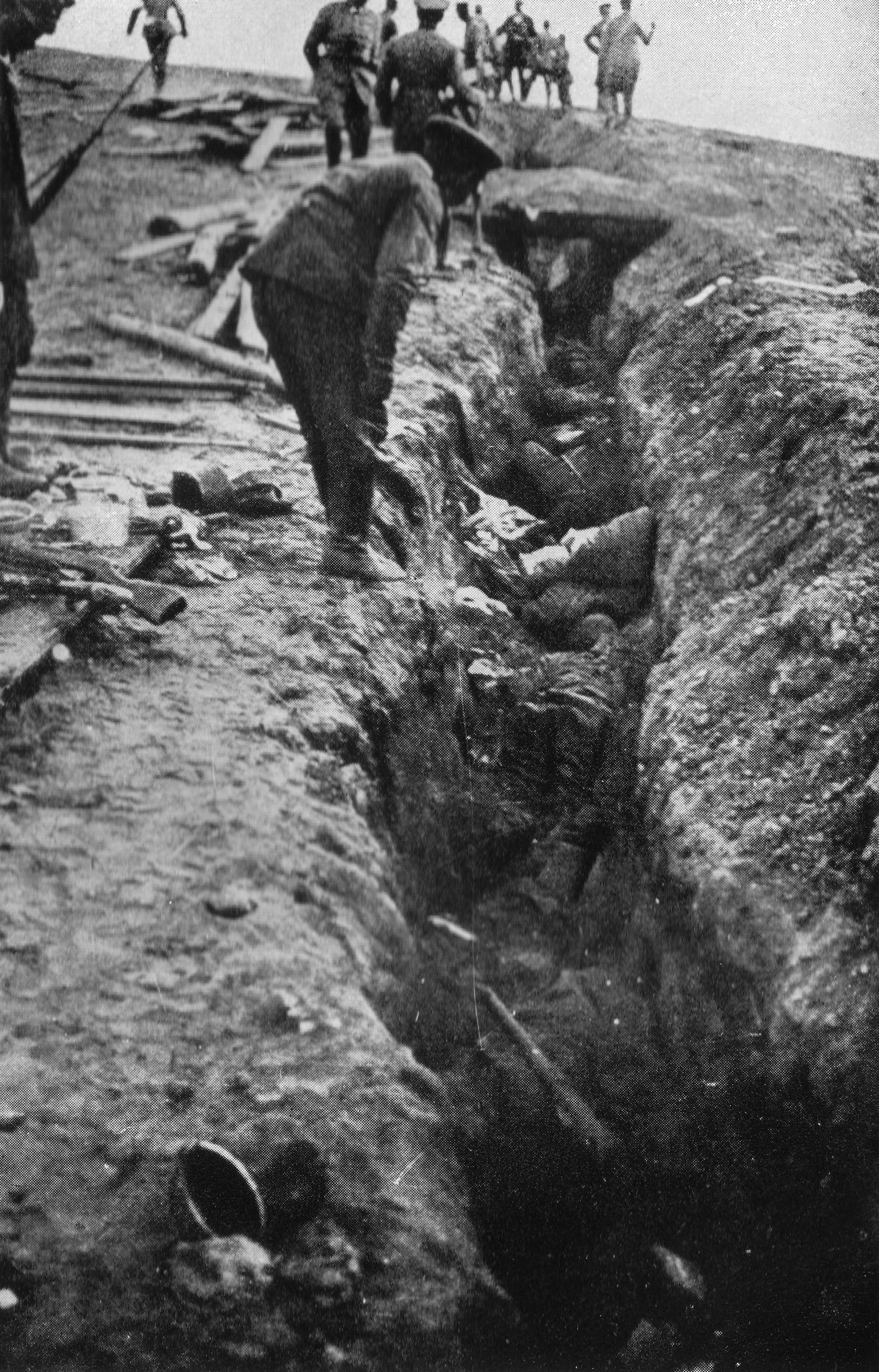
Ein russischer Graben in Usdau der vom Grenadier-Regiment „Kronprinz“ (1. Ostpreußisches) Nr. 1 gestürmt wurde.
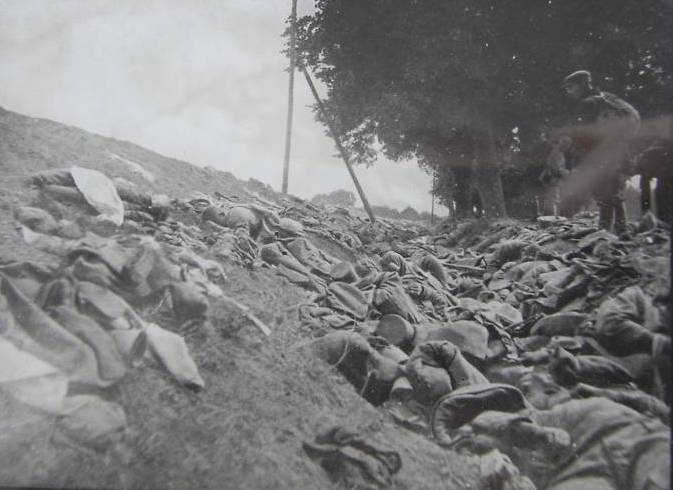
Leichen von russischen Soldaten bei Usdau
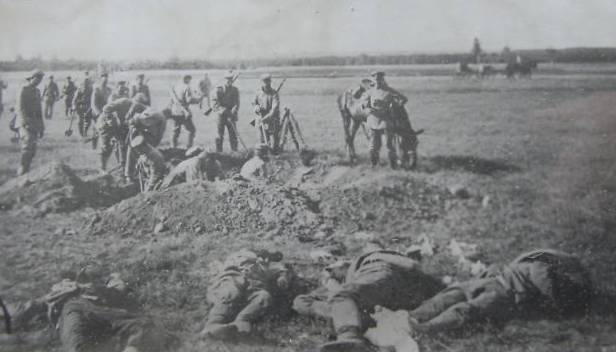
Das Verscharren der Leichen in Granattrichtern
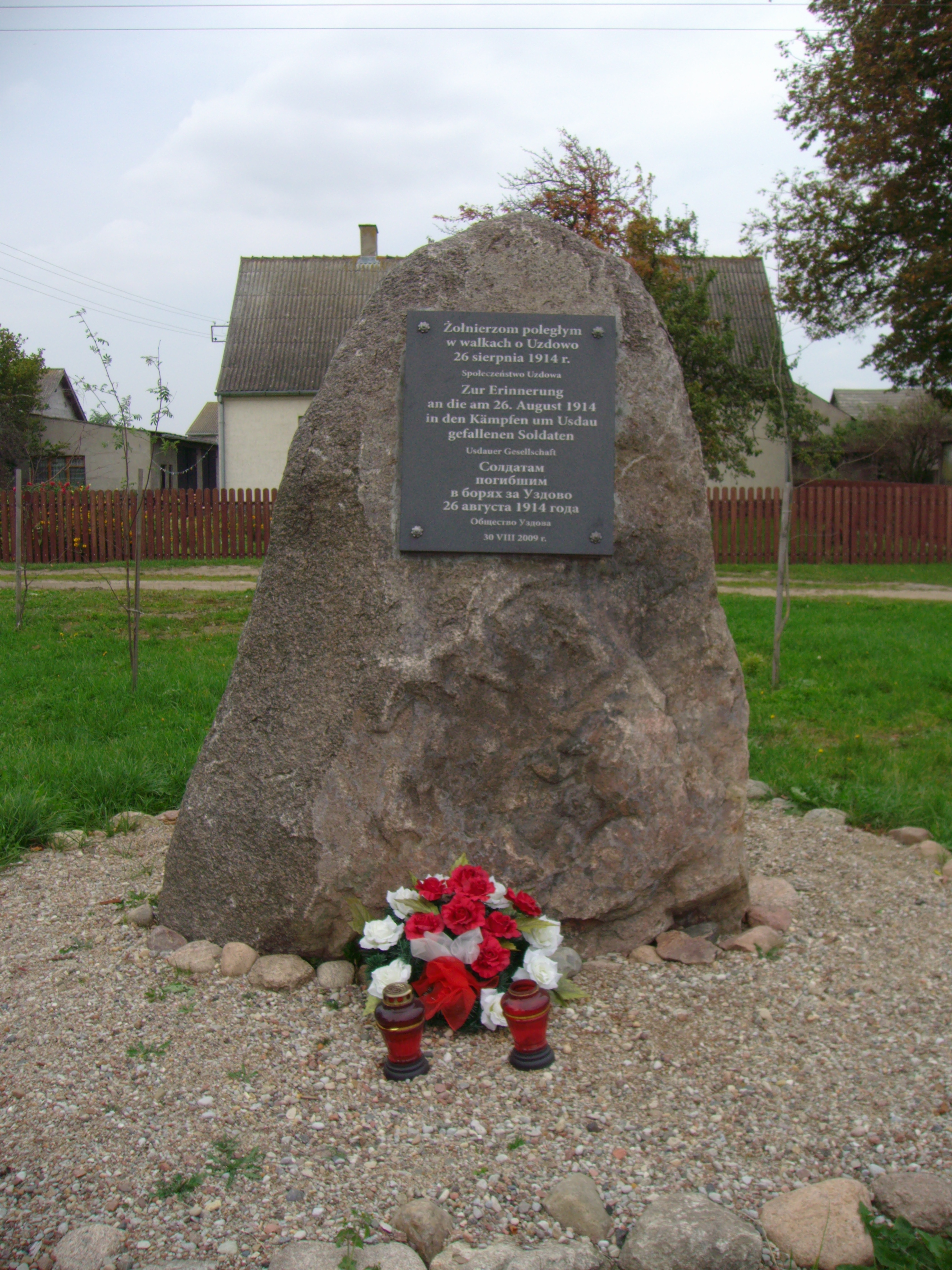
Usdau heute. Warum der 26. August 1914 im Epitaph gewählt wurde, ist nicht klar.